# 1815 dans les chemins de fer
chronologie des chemins de fer
1814 dans les chemins de fer - 1815 - 1816 dans les chemins de fer

## Évènements

### Juillet
- 31 juillet : à Tyne and Wear, en Angleterre, a lieu le premier accident ferroviaire par explosion de la chaudière de la locomotive. Son bilan, quatorze morts et des dizaines de blessés, ne sera dépassé qu'en 1842 lors de la catastrophe de Meudon. La locomotive, expérimentale, est d'un type qui sera rapidement abandonné : elle progresse avec des poussoirs agissant sur les rails (Cheval à vapeur de Brunton).

## Naissances
- 19 juin, France, Gap : Adrien Ruelle futur directeur du service construction du PLM[1].
- 22 juillet, France, Tours : Ernest Goüin.

## Décès
- x